# Adam Hastings
Adam R. Hastings (Edimburgo, 5 ottobre 1996) è un rugbista a 15 britannico, internazionale per la Scozia, che gioca come mediano d'apertura nei Glasgow Warriors. È il figlio dell'ex capitano della Scozia e dei Lions Gavin Hastings e nipote di Scott Hastings, anche lui rugbista internazionale per la Scozia.

## Biografia
Nato a Edimburgo, in Scozia, Hastings all'età di sedici anni si trasferì in Inghilterra per frequentare la Millfield School nel Somerset. Entrò quindi a far parte dell'accademia del Bath, collezionando nel febbraio 2016 le prime presenze in English Premiership.
Reduce dalla trafila delle nazionali giovanili scozzesi, nel 2017 rientrò in Scozia unendosi ai Glasgow Warriors impegnati nel Pro14. Nel giugno 2018 debuttò a livello internazionale con la Scozia affrontando il Canada in un test match disputato a Edmonton. Fu convocato per la Coppa del Mondo di rugby 2019, mettendosi in evidenza nella partita della fase a gironi contro la Russia, vinta 61-0 dagli scozzesi, dove realizzò complessivamente 26 punti (frutto di due mete e otto trasformazioni) e fu nominato man of the match.